# BNXT Supercup 2023
De wedstrijd om de BNXT Supercup op 9 september 2023 was de derde editie van de Supercup in het gecombineerde Belgisch–Nederlandse basketbal. De landskampioen uit België, BC Oostende, nam het op tegen de landskampioen uit Nederland, Zorg en Zekerheid Leiden. BC Oostende won voor het derde de Supercup door de wedstrijd met 89–59 te winnen.

## Wedstrijd
| 9 september 2023 20.30 Finale BNXT Supercup | Zorg en Zekerheid Leiden                                                                               | 59–89   | BC Oostende                                                              | Vijf Meihal, Leiden                                                                                                |  |
| 9 september 2023 20.30 Finale BNXT Supercup | Luuk van Bree (11) Lucas Kruithof (4), Roeland Schaftenaar (4) en Jibbe Sicking (4) Marijn Ververs (5) | Verslag | Pierre-Antoine Gillet (21) Pierre-Antoine Gillet (10) Sam Van Rossom (7) | Kwartstanden: 15–24, 12–24, 12–25, 20–16 Toeschouwers: 1.200 Scheidsrechters: L. Tijmen, W. Martin en S. Zbibowska |  |
| 9 september 2023 20.30 Finale BNXT Supercup | |         |                                                                          | |  |
|                                             | |         |                                                                          | |  |

| Supercup 2023           |
| ----------------------- |
| BC Oostende Derde titel |